# Kazuya Igarashi
Kazuya Igarashi (født 24. oktober 1965) er en tidligere japansk fodboldspiller.
Han har spillet for flere forskellige klubber i sin karriere, herunder JEF United Ichihara.